# Murder (New Order)
Murder è un singolo del gruppo rock-synthpop britannico New Order, pubblicato nel 1984 dalla Factory Benelux.

## La canzone
Registrato nell'inverno del 1982 durante le sessioni registrazione dell'album Power, Corruption and Lies, è noto per essere l'unico singolo strumentale della band e per contenere campionamenti di dialoghi dai film 2001: Odissea nello spazio e Caligola.
Il lato B è una versione strumentale del precedente Thieves Like Us e la copertina rappresenta una "versione notturna" di quella di quest'ultimo brano, ispirata ai quadri metafisici di Giorgio De Chirico.
Fu inserita nell'antologia del 1987 Substance ma solo nell'edizione in CD. Curioso è il fatto che non faccia parte del primo disco, quello che raccoglie tutti i lati A dei singoli fino al 1987 ma bensì del secondo, che è invece composto da tutti i lati B (come Thieves Like Us (Instrumental)).
Murder fu rilasciato solo in Belgio, ma venne reso disponibile anche in Inghilterra importato con il codice numero 92. Perciò, fu l'unica composizione dei New Order a non rientrare nella Top 75 inglese.
The Charlatans fecero una cover del brano che diffusero su Internet tramite download per promuovere il loro singolo del 2008 Oh! Vanity. Infatti il cantante Tim Burgess è un grande fan dei New Order e Power, Corruption & Lies è il suo album preferito.
Anche gli K-X-P re-interpretarono Murder per il loro Power Corruption & Lies Covered (pubblicato nel febbraio 2012 in allegato gratuitamente su Mojo)

## Tracce

### 12: FBN 22 (Benelux)
1. Murder - 3:55 (Gillian Gilbert, Peter Hook, Stephen Morris, Bernard Sumner[2])
2. Thieves Like Us (Instrumental) - 6:57 (Arthur Baker, Gilbert, Hook, Morris, Sumner)

## Classifiche
| Classifica (1984)         | Posizione massima |
| ------------------------- | ----------------- |
| Regno Unito               | 92                |
| Regno Unito (independent) | 2                 |